# Digital Equipment Corporation
Digital Equipment Corporation (DEC) е историческа американска компютърна компания, основана през 1957 г. от Кен Олсен и Харлан Андерсон.
Началният капитал на компанията е 100 хиляди долара, като 70 % принадлежат на American Research and Development. Компанията-учредител настоява в името на дъщерната компания да не се споменава думата „компютър“, и същото условие се запазва и в названията на продукцията: вместо термина „компютър“ се използва терминът Programmable Data Processor, или съкратено PDP. Това условие се дължи на желанието за преодоляване на наложения по онези времена стереотип, че компютърът е нещо огромно и скъпо, за което е необходима отделна машинна зала и многоброен обслужващ персонал.
Първоначално офисът на компанията е разположен в бивша вълненотекстилна фабрика в Мейнард, щат Масачузетс. През 1970 г. компанията закупува цялото здание и достроява няколко нови корпуса.
През 1998 г. изпадналата в тежко финансово затруднение компания е изкупена от Compaq.
Най-известните продукти на DEC са миникомпютрите от серията PDP (най-популярният е PDP-11), серията VAX, микропроцесорите Alpha.
Важно историческо значение има PDP-8, който е първият компютър, масово закупуван от крайни потребители като евтина алтернатива на големите ЕИМ, работещи в изчислителни центрове. Поради ниската си цена тази машина е можела да бъде закупена за изпълнението на конкретна задача, докато по това време машините от типа мейнфрейм обикновено са толкова скъпи, че трябва да се използват съвместно за решаване на най-различни задачи. Днес PDP-8 се счита за първия миникомпютър.